# 霍德沙龍夏普爾足球會
霍德沙龍夏普爾足球會（希伯來語：‎，Hapoel Hod HaSharon）是一支位於以色列霍德沙龍的職業足球會，目前於以色列足球乙級聯賽角逐。

## 外部連結
- Hapoel Hod HaSharon Ironi Israel Football Association （希伯来文）